# Marko Jošilo
Marko Jošilo, né le 16 octobre 1992, à Čačak, en Bosnie-Herzégovine, est un joueur bosnien de basket-ball. Il évolue au poste d'ailier.

## Palmarès
- Champion de Bosnie-Herzégovine 2014